# Torneio Inicial de 2013 (Argentina)
O Torneio Inicial «Nietos recuperados» de 2013 - Copa Miguel Benancio Sánchez, foi a competição que deu início ao Campeonato Argentino de Futebol de 2013–14. O certame foi organizado pela Asociación del Fútbol Argentino (AFA), e disputado na segunda metade do ano, entre 2 de agosto e 15 de dezembro.
O vencedor foi o San Lorenzo, pela décima quinta vez em sua história. Obtendo, assim, o direito de disputar a Copa Campeonato da Primeira Divisão de 2013–14 contra o campeão do Torneio Final de 2014, e também se classificou para a Copa Libertadores da América de 2014.

## Classificação final
| #  | Equipa                  | J  | V | E | D  | GP | GC | SG  | Pts | Classificação |
| -- | ----------------------- | -- | - | - | -- | -- | -- | --- | --- | ------------- |
| 1  | San Lorenzo (C)         | 19 | 9 | 6 | 4  | 29 | 17 | +12 | 33  |               |
| 2  | Lanús                   | 19 | 8 | 7 | 4  | 32 | 18 | +14 | 31  |               |
| 3  | Vélez Sarsfield         | 19 | 8 | 7 | 4  | 24 | 16 | +8  | 31  |               |
| 4  | Newell's Old Boys       | 19 | 8 | 7 | 4  | 27 | 21 | +6  | 31  |               |
| 5  | Arsenal                 | 19 | 7 | 9 | 3  | 22 | 19 | +3  | 30  |               |
| 6  | Belgrano                | 19 | 8 | 5 | 6  | 28 | 20 | +8  | 29  |               |
| 7  | Boca Juniors            | 19 | 8 | 5 | 6  | 25 | 24 | +1  | 29  |               |
| 8  | Atlético de Rafaela     | 19 | 8 | 5 | 6  | 25 | 25 | 0   | 29  |               |
| 9  | Estudiantes (LP)        | 19 | 6 | 9 | 4  | 16 | 14 | +2  | 27  |               |
| 10 | Rosario Central         | 19 | 7 | 5 | 7  | 22 | 24 | −2  | 26  |               |
| 11 | Gimnasia y Esgrima (LP) | 19 | 6 | 8 | 5  | 21 | 24 | −3  | 26  |               |
| 12 | Tigre                   | 19 | 7 | 4 | 8  | 20 | 21 | −1  | 25  |               |
| 13 | Argentinos Juniors      | 19 | 7 | 4 | 8  | 17 | 19 | −2  | 25  |               |
| 14 | Godoy Cruz              | 19 | 6 | 6 | 7  | 17 | 17 | 0   | 24  |               |
| 15 | Olimpo                  | 19 | 6 | 5 | 8  | 19 | 25 | −6  | 23  |               |
| 16 | All Boys                | 19 | 5 | 7 | 7  | 19 | 19 | 0   | 22  |               |
| 17 | River Plate             | 19 | 5 | 6 | 8  | 12 | 14 | −2  | 21  |               |
| 18 | Quilmes                 | 19 | 5 | 6 | 8  | 14 | 23 | −9  | 21  |               |
| 19 | Racing                  | 19 | 4 | 4 | 11 | 12 | 24 | −12 | 16  |               |
| 20 | Colón                   | 19 | 3 | 3 | 13 | 8  | 25 | −17 | 06† |               |

## Premiação
| Torneio Inicial de 2013          |
| -------------------------------- |
| San Lorenzo Campeão (15° título) |

## Artilharia
| Jogador            | Equipe              | Gols | Jogada | Cabeça | T. Livre | Pênalti |
| ------------------ | ------------------- | ---- | ------ | ------ | -------- | ------- |
| César Pereyra      | Belgrano            | 9    | 6      | 2      | 0        | 1       |
| Mauro Matos        | All Boys            | 9    | 3      | 4      | 0        | 2       |
| Emmanuel Gigliotti | Boca Juniors        | 8    | 5      | 3      | 0        | 0       |
| Ignacio Piatti     | San Lorenzo         | 8    | 6      | 0      | 1        | 1       |
| Diego Vera         | Atlético de Rafaela | 8    | 3      | 1      | 0        | 4       |